# Fern Sutherland
Pour les articles homonymes, voir Sutherland.
Fern Sutherland est une actrice néo-zélandaise, surtout connue pour ses rôles de Dawn dans The Almighty Johnsons (en) et de la détective Sims dans The Brokenwood Mysteries.

## Biographie
Elle est née le 14 septembre 1987. Ses parents, Louise et Winston Peters, sont des entrepreneurs en tonte de moutons originaires de Taranaki.
En 2006, elle trouve des rôles pour le grand écran. En 2008, elle commence à jouer au théâtre du Silo d'Aotearoa. En 2010, elle décroche un rôle important dans la série comique The Almighty Johnsons. La série gagne une popularité croissante. L'année suivante, elle obtient un des rôles principaux de la série Brokenwood.
Elle est mariée à Jarrod Kilner.
Elle vit au Canada.

## Filmographie

### Cinéma
- 2006 : A Book By Its Cover de Campbell Rousselle
- 2007 : Trash : Poppy
- 2010 : Thud : une infirmière

### Télévision
- 2010 : Go Girls : une fille éméchée
- 2011-2013 : The Almighty Johnsons : Dawn
- Depuis 2014: Brokenwood : Kristin Sims

## Distinctions
- New Zealand Film and Television Awards 2011 : nomination au prix de la meilleure actrice dans un second rôle[4]